# Extraordinarius andrematosi
Espèce
Extraordinarius andrematosi est une espèce d'araignées aranéomorphes de la famille des Sparassidae.

## Distribution
Cette espèce est endémique de l'État de São Paulo au Brésil,.

## Description
Le mâle holotype mesure 11,8 mm et la femelle paratype 13,5 mm.

## Étymologie
Cette espèce est nommée en l'honneur d'Andre Matos (1971–2019).

## Publication originale
- Rheims, 2019 : Extraordinarius gen. nov., a new genus of Sparianthinae spiders (Araneae: Sparassidae) from southeastern Brazil. Zootaxa, no 4674(1), p. 83-99.